# 橘逸勢

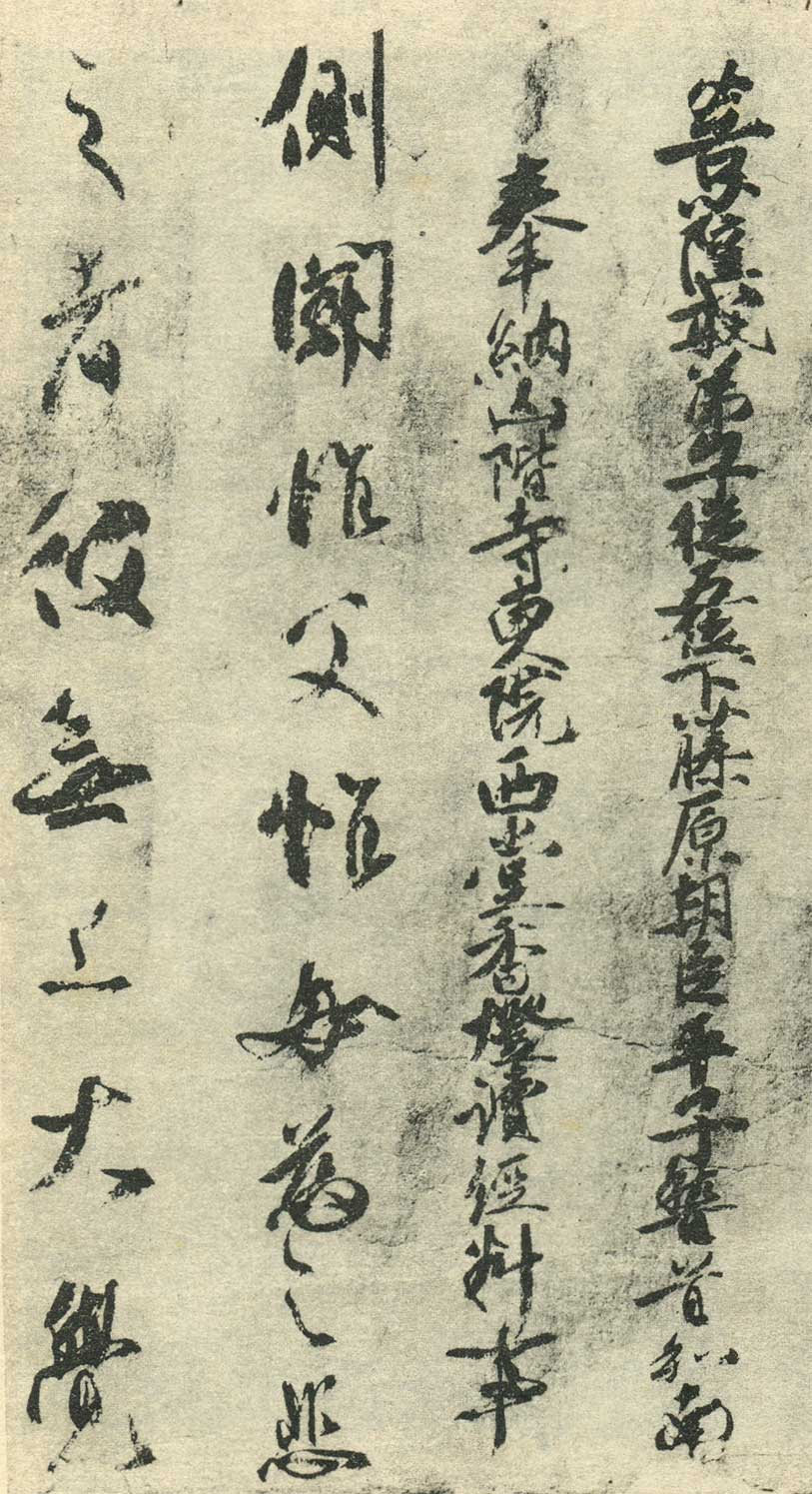
伊都内親王願文(部份)

橘逸勢（日语：たちばな の はやなり，782年—842年），日本平安時代的貴族與書法家，與空海、嵯峨天皇共稱三筆。

## 生平
橘逸勢出身名門，其祖父為橘奈良麻呂，其父橘入居。橘逸勢在家中排行第三。
804年（延曆23年），與最澄、空海一同擔任遣唐使至中國留學。在中國期間，除了學習漢語，也學習了古琴與書法。806年（大同元年），回國。
840年（承和7年），任但馬權守。
842年（承和9年），嵯峨天皇死後二日，發生承和之變，皇太子恒貞親王被指控有謀反企圖，由仁明天皇下詔廢皇太子。橘逸勢被視為恒貞親王的人馬，被流放到伊豆。在流放途中，橘逸勢在遠江板築（今濱松市）病死。

## 後世傳說
民間一般認為橘逸勢是無辜被牽連進政變，並因此而死，死後成為怨靈。863年（貞観5年）5月20日，宮庭在神泉苑舉行御靈會，以安撫他的靈魂。現今在京都，八所御靈的祭祀中，也包括了橘逸勢。

## 作品
橘逸勢學習柳公權的書法風格。著名的作品有《伊都内親王願文》。